# Németh Ferenc (öttusázó)
Németh Ferenc (Csepel, 1936. április 4. –) olimpiai bajnok öttusázó.

## Sportolóként
1947-ben kezdett sportolni Csepelen. 1954-től öttusázott. Párbajtőrvívóként 1957-ben indult a junior vb-n. Ugyanebben az évben hetedik volt az öttusa magyar bajnokságon. 1958-ban bronzérmes lett a csapatbajnokságon. A következő évben ötödik lett a magyar bajnokságon az egyéni versenyben, aranyérmes csapatban.
1960-ban a római nemzetközi versenyen győzött. A magyar csapatbajnokságon ezüstérmet szerzett. Az 1960-as  Római Olimpián Balczó András és Nagy Imre társaként megnyerte a csapatversenyt, emellett az egyéni versenyben is övé lett az arany. 1961-ben csapatbajnok lett. 1961-ben a vb-n megsérült és visszalépett a versenytől. 1963-ban egy szívizomgyulladás után visszavonult a versenyzéstől.

## Sportvezetőként
1961-től 1963-ig a Csepeli sportiskola edzője volt. 1964-től 1967-ig a Magyar Öttusa Szövetség főtitkára lett. 1968-tól 1974-ig a Csepel SC öttusa szakosztályának vívómestere volt. 1975-től a Csepel SC vívó szakosztályának edzője, 1981-től igazgatója volt 1996-ig. Közben 1987 és 1990 között Kuvaitban edzősködött.
A Mező Ferenc Közalapítvány kuratóriumának tagja.
Fia, Németh Zsolt olimpiai negyedik helyezett vívó.

## Díjai, elismerései
- Magyar Köztársasági Arany Érdemkereszt (1997)
- Papp László Budapest-sportdíj (2009)
- A Magyar Köztársasági Érdemrend tisztikeresztje (2011)